# 希爾申科格爾山

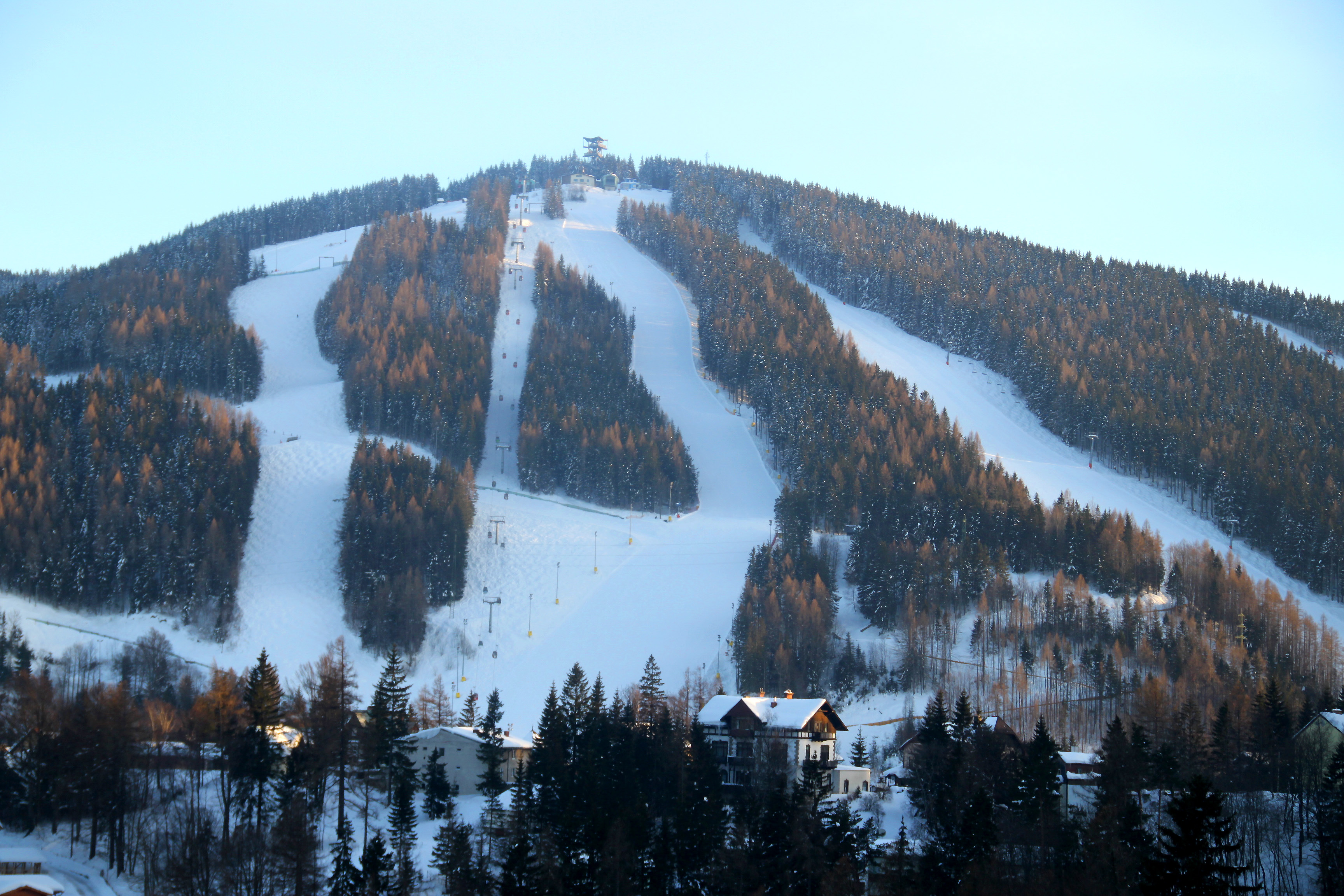

47°37′20″N 15°50′1″E / 47.62222°N 15.83361°E
希爾申科格爾山（德語：Hirschenkogel），是奧地利的山峰，位於該國東部，處於下奧地利州和施泰爾馬克州接壤的邊界，屬於穆爾以東前阿爾卑斯山脈的一部分，海拔高度1,340米。